# Милан Пуровић
Милан Пуровић (Титоград, 7. мај 1985) је црногорски фудбалер и бивши репрезентативац. Игра на позицији нападача.

## Каријера
Пуровић је каријеру почео у подгоричкој Будућности, где је од 2002. до 2005. године на 72 лигашка меча постигао 29 голова. У лето 2005. потписао је за Црвену звезду. За Звезду је одиграо 65 такмичарских мечева и постигао 24 гола. Учествовао је у освајању две дупле круне 2006. и 2007. године. Освојио је практично све трофеје на домаћој сцени за време које је провео на Маракани.
У првој сезони као играч Звезде постигао је укупно 17 погодака на 34 утакмице у свим такмичењима. У шампионату је био стрелац 11 пута на 24 меча. Постигао је само гол мање од голгетера екипе Николе Жигића и Бошка Јанковића, a црвено-бели су освојили титулу са седам бодова предности у односу на вечитог ривала. У Купу је био први стрелац клуба са три поготка у три утакмице, а трофеј је освојен у занимљивој финалној утакмици против ОФК Београда. Романтичари су водили са 2:0, имали и играча више на терену после искључења Дејана Миловановића, а онда је уследио преокрет Жигић је смањио на 1:2, а Пуровић је изједначио резултат на 2:2, да би у продужетку Жигић и Баста погоцима срушили плаво-беле и стигли до трофеја победом од 4:2. Пуровић се истакао и у Купу УЕФА у сезони 2005/06, када је у реваншу последњег кола квалификација постигао гол у 11. минуту на гостовању против Браге у Португалу. Меч је завршен резултатом 1:1, што је одговарало црвено-белима после београдских 0:0 и екипа се пласирала у групну фазу, а тамо је Пуровић био стрелац поготка против Роме у Београду за вођство од 2:1 у 77. минуту. На крају су славили велику победу од 3:1, али су у одлучујућем мечу за пролазак у наредну фазу примили гол у самом финишу меча у Стразбуру (2:2) и тако пропустили прилику да први пут од сезоне 1991/92. презиме на европској сцени.
У другој сезони је на 31 утакмици седам пута матирао противничке голмане. Постигао је победоносни погодак на 129. вечитом дербију (1:0) и значајно допринео освајању титуле. Клуб је после мале кризе у пролећном делу преузео некадашњи играч Бошко Ђуровски и довео Звезду до дупле круне са 17 бодова предности на крају шампионата у односу на Партизан.
Пуровић је из Звезде прешао у Спортинг из Лисабона 2007. године, али није добио праву шансу у португалском великану, па је ишао на чак пет позајмица, али без значајнијег учинка. Играо је за турски Кајзери (2008/09), мађарски Видеотон 2009. године, Олимпију из Љубљане и португалски Белененсеш током 2010. године, као и белгијски Серкл Бриж 2011. године.
Касније је играо за ОФК Београд у сезони 2011/12, сезону након тога провео је у украјинском Металургу из Запорожја, па је наступао за Бежанију, да би касније прешао у малезијски Перак, где је током 2014. године на пет сусрета постигао пет голова, а 2015. године наступао је за Квантан из исте земље. Током пролећног дела шампионата 2016/17. носио је дрес суботичког Спартака да би од јуна 2017. постао играч Радника из Сурдулице.

## Репрезентација
За младу репрезентацију Србије и Црне Горе наступао је на Европском првенству у Португалу 2006. године, када су стигли до полуфинала, а пре тога је играо и за селекцију до 17 година на шампионату Старог континента у Данској 2002. године, када је постигао четири гола, по два против Молдавије и Чешке, па је заједно са Симоном Вукчевићем био најбољи стрелац екипе, која је елиминисана у четвртфиналу против Енглеске (0:1) голом Вејна Рунија.
За репрезентацију Црне Горе дебитовао је на њеној првој званичној утакмици против Мађарске у Подгорици 24. марта 2007, коју је репрезентација Црне Горе добила са резултатом 2:1. За репрезентацију Црне Горе је укупно одиграо 7 утакмица, али без постигнутог гола.

## Трофеји

### Црвена звезда
- Суперлига Србије (2) : 2005/06, 2006/07.
- Куп Србије (2) : 2005/06, 2006/07.

### Спортинг Лисабон
- Куп Португалије (1) : 2007/08.